# 麥當勞化
麥當勞化（McDonaldization）源自《社會的麥當勞化》一書，由該書作者、美國社會學家喬治·里茲所發明。當一個社會逐漸擁有速食店之特色，該社會就被稱為麥當勞化。麥當勞化揉合了社會學上的理性化和管理學上的科學管理概念，指出社會正在跟從速食店的運作模式而改變。喬治·里茲的理論異於德國社會學家马克斯·韦伯的看法，後者以官僚體制理論形容社會變遷的趨向，前者則認為速食店是個更能代表當代社會的範例。

## 层面
麥當勞化包含以下四大概念：
生產過程方面：
- 控制（Control）：僱用標準化和均一化的員工完成單一作業，並於工序中應用非人類技術以替代人類，比如說自動冰淇淋機。
- 效率（Efficiency）：大意是用最理想的方式來完成某項作業，但喬治·里茲對這裏的「效率」有更特定而明確的定義。以麥當勞為例，「效率」就是使顧客能以最快速度由 饑餓 變成 吃飽狀態。一間麥當勞化的組織會確保所有作業達致耗時最少化（使用最少時間完成最多工作量）。

銷售成果方面：
- 可計算性（Calculability）：目標必須客觀（而非主觀項目，如味道）而具可量化性（如銷售額）。麥當勞化下的 數量 與 質量 無異，在短時間內為顧客提供大量產品，等同提供了一件高質素的產品。從顧客角度而言，顧客可以更容易判斷 付出了多少價值來換取了多少產品，把交易量化；從麥當勞化組織的角度而言，顧客能被使感覺 以少量金錢換來了大量產品；從組織中員工的角度而言，麥當勞化之下只有工人的 工作速度而非工作質素 被重視。
- 可預期性（Predictability）：提供標準化和均一化的服務。即是提供的產品和服務不會受時間或地域因素影響，麥當勞化組織每次的服務皆為均一無異。組織中的工人同樣具可預期性，即他們的工作極具重覆性、常規性、習慣性及可預料性。

麥當勞化的過程可以被簡述為「快餐店營運準則正逐漸支配著美國以至世界的不同的社會範疇和團體。」（Ritzer, 1993:1）